# Windows Phone SDK
Windows Phone SDK — комплект средств разработки для Windows Phone. Windows Phone SDK выпускается для Windows 7 и Windows Vista.

## Разработка под Windows Phone 7
Все программы для Windows Phone 7 создаются с использованием управляемого кода .NET. В настоящее время C# — единственный поддерживаемый язык программирования. Свободно доступный для загрузки Microsoft Visual Studio 2010 Express для Windows Phone включает XNA Game Studio 4.0 и экранный эмулятор телефона, а также интегрируется с Visual Studio 2010.
Визуальные элементы и анимация для приложений Silverlight могут создаваться в Microsoft Expression Blend.
Платформы Silverlight и XNA для Windows Phone 7 имеют ряд общих библиотек, то есть некоторые библиотеки XNA могут использоваться в программе Silverlight и наоборот. Но нельзя создавать программу, сочетающую в себе визуальные элементы обеих платформ.
Как правило, Silverlight используется для программ, которые можно классифицировать как приложения или утилиты. Описание компоновки элементов управления и панелей пользовательского интерфейса в этих программах выполняется с помощью Расширяемого языка разметки приложений (Extensible Application Markup Language, XAML). В файлах выделенного кода могут реализовываться операции по инициализации и некоторая логика, но основным их назначением является обработка событий элементов управления. Silverlight позволяет реализовывать в Windows Phone стиль насыщенных интернет-приложений (Rich Internet Applications, RIA), включая мультимедиа и Веб. Для Windows Phone создана версия Silverlight 3, в которую не вошли некоторые возможности, не подходящие для телефона, но компенсированы рядом дополнений.
Главное назначение XNA — создание высокопроизводительных игр. Для 2D-игр спрайты и подложки описываются с помощью растровых изображений; для 3D игр создаются трехмерные модели. Действие игры, включающее перемещение графических объектов по экрану и запрос пользовательского ввода, обрабатывается встроенным игровым циклом XNA.
Удобно провести границы и принять, что Silverlight используется для приложений, а XNA — для игр, но это не должно накладывать ограничения. Вне всяких сомнений, Silverlight может применяться для реализации игр, и традиционные приложения могут создаваться на XNA, хотя это будет сопряжено со значительными трудностями.
Silverlight подходит для игр с небольшими требованиями по графике, либо использующих векторную, а не растровую графику, либо темп которых определяется реакцией пользователя, а не таймером.

## Приложение наSilverlight
В диалоговом окне New Project (Новый проект) слева под Installed Templates (Установленные шаблоны) выберите Visual C# и затем Silverlight for Windows Phone. На средней панели выберите Windows Phone Application (Приложение Windows Phone).

## СоставSDK
Windows Phone SDK включает в себя следующие компоненты.
- Экспресс-выпуск Microsoft Visual Studio 2010 для Windows Phone
- Эмулятор Windows Phone
- Сборки пакета Windows Phone SDK 7.1
- Пакет SDK и DRT для Silverlight 4
- Расширения пакета Windows Phone SDK 7.1 для XNA Game Studio 4.0
- Пакет Microsoft Expression Blend SDK для Windows Phone 7
- Пакет Microsoft Expression Blend SDK для ОС Windows Phone 7.1
- Клиент служб данных WCF для Windows Phone
- Пакет Microsoft Advertising SDK для Windows Phone